# Football Club Borght-Humbeek
Maillots
Dernière mise à jour : 13 septembre 2022.
Le  Fenixx Beigem Humbeek (anciennement K. Humbeek FC puis FC Borght-Humbeek) est un club de football belge, situé dans la localité de Humbeek à proximité de Bruxelles. Fondé en 1907, le club est porteur du matricule 39 et ses couleurs sont le rouge et le blanc. Le club a évolué durant 13 saisons en séries nationales. Il évolue en première provinciale lors de la saison 2017-2018.
En juillet 2017, le K. Humbeek FC fusionne avec le FC Borght (9501) et prend le nom de FC Borght-Humbeek (39). Cinq ans plus tard, le matricule 39 fusionne une nouvelle fois. Il s'unit avec le FC Beigem (matricule 7753, qui évolue alors en P3). et devient le Fenixx Beigem Humbeek (39),.

## Historique

Ancien logo du K. Humbeek FC

Le Football Club Humbeek est fondé en 1907 et s'affilie deux ans plus tard à l'Union Belge sous le nom de Humbeek Football Club. Le club débute dans les séries régionales et atteint pour la première fois les séries nationales en 1926 lors de la création du troisième niveau national. En décembre de la même année, il reçoit le matricule 39.
Pour sa première saison en Promotion, le club termine à une fort belle cinquième place finale. Par la suite, l'équipe rentre dans le rang et doit disputer un match de barrage pour son maintien en 1930 face à l'Union Jemappes, qu'il perd 1-2 et doit donc redescendre vers les séries provinciales. En 1933, le club est reconnu « Société Royale » et adapte son nom en Koninklijke Humbeek Football Club.
Le club milite dans les séries provinciales jusqu'au milieu de la Seconde Guerre mondiale. De retour en Promotion pour la saison 1943-1944, Humbeek assure assez facilement son maintien avant une nouvelle interruption des compétitions due à la reprise des combats. Après la fin du conflit, le football reprend ses droits. Dans des séries reformées et « gonflées » par la réinsertion de toutes les équipes reléguées durant la guerre, le club doit lutter pour son maintien mais ne peut éviter une nouvelle relégation en 1947.
Le club passe près de quinze ans dans les séries provinciales. En 1961, il remonte en Promotion, devenu entretemps le quatrième niveau national. L'équipe parvient à assurer son maintien de justesse mais la saison suivante, il échoue à la quatorzième place, synonyme de nouvelle relégation, à un point du premier non-relégué. Le K. Humbeek FC évolue en première provinciale jusqu'à la fin de la décennie et obtient une nouvelle promotion en 1970. Ce nouveau séjour au niveau national ne dure que trois ans. Le club revient encore en Promotion en 1981 mais ne parvient pas à assurer son maintien et est directement relégué.
Depuis lors, le club n'est plus parvenu à revenir au niveau national et est lentement descendu dans la hiérarchie, jusqu'à la quatrième provinciale, le plus bas niveau du football belge. Au terme de la saison 2016-2017, une fusion intervient avec le Football Club Borght, porteur du matricule 9501, qui évolue en première provinciale. Le club prend le nom de Football Club Borght-Humbeek et prend la place du FC Borght parmi l'élite provinciale tout en conservant le matricule 39 d'Humbeek. Le cercle adopte une nouvelle combinaison de couleurs: Rouge et Vert.
En juillet 2022, la fédération belge entérine une nouvelle fusion. Borght-Humbeek s'unit avec un cercle de 3e Provinciale, le FC Beigem (7753) et installe son équipe « A » dans la localité de Beigem. L'entité formée reçoit la dénomination de Fenixx Beigem Humbeek (39).

## Ancien logo

ancien logo du K. Humbeek FC

## Personnalités
Le K. Humbeek FC est le club formateur de Hugo Broos, futur Diable rouge et entraîneur à succès.

## Résultats dans les divisions nationales
Statistiques mises à jour le 21 juin 2017

### Bilan
| Niv | Divisions     | Jouées | Titres | TM Up | TM Down |
| --- | ------------- | ------ | ------ | ----- | ------- |
| I   | 1re nationale | 0      | 0      |       |         |
| II  | 2e nationale  | 0      | 0      |       |         |
| III | 3e nationale  | 7      | 0      |       |         |
| IV  | 4e nationale  | 6      | 0      |       |         |
| V   | 5e nationale  | 0      | 0      |       |         |
|     |               |        |        |       |         |
|     | TOTAUX        | 13     | 0      | 0     | 0       |

- TM Up : test-match pour départager des égalités, ou toutes formes de Barrages ou de Tour final pour une montée éventuelle.
- TM Down : test-match pour départager des égalités, ou toutes formes de Barrages ou de Tour final pour le maintien.

### Classements saison par saison
| Ordre               | Saison  | Nom du club               | Niveau                    | Classement final          | Remarques                 |
| ------------------- | ------- | ------------------------- | ------------------------- | ------------------------- | ------------------------- |
| 1                   | 1926-27 | Humbeek FC                | Promotion (D3) série B    | 5e/14                     |                           |
| 2                   | 1927-28 | Humbeek FC                | Promotion (D3) série B    | 10e/14                    |                           |
| 2                   | 1928-29 | Humbeek FC                | Promotion (D3) série B    | 10e/14                    |                           |
| 4                   | 1929-30 | Humbeek FC                | Promotion (D3) série B    | 11e/14                    | Relégué après barrage     |
| séries régionales   |         |                           |                           |                           |                           |
| 5                   | 1943-44 | K. Humbeek FC             | Promotion (D3) série A    | 8e/14                     |                           |
|                     | 1944-45 | Compétitions interrompues | Compétitions interrompues | Compétitions interrompues | Compétitions interrompues |
| 6                   | 1945-46 | K. Humbeek FC             | Promotion (D3) série A    | 12e/18                    |                           |
| 7                   | 1946-47 | K. Humbeek FC             | Promotion (D3) série B    | 15e/18                    | Relégué                   |
| séries provinciales |         |                           |                           |                           |                           |
| 8                   | 1961-62 | K. Humbeek FC             | Promotion série B         | 12e/16                    |                           |
| 9                   | 1962-63 | K. Humbeek FC             | Promotion série B         | 14e/16                    | Relégué                   |
| séries provinciales |         |                           |                           |                           |                           |
| 10                  | 1970-71 | K. Humbeek FC             | Promotion série D         | 6e/16                     |                           |
| 11                  | 1971-72 | K. Humbeek FC             | Promotion série A         | 6e/16                     |                           |
| 12                  | 1972-73 | K. Humbeek FC             | Promotion série D         | 14e/16                    | Relégué                   |
| séries provinciales |         |                           |                           |                           |                           |
| 13                  | 1981-82 | K. Humbeek FC             | Promotion série B         | 15e/16                    | Relégué                   |
| séries provinciales |         |                           |                           |                           |                           |